# OM Vitrolles
Olympique de Marseille Vitrolles war ein französischer Handballverein aus Marseille. OM Vitrolles wurde 1991 gegründet und war kein Bestandteil des Sportvereins Olympique Marseille. Obwohl er rechtlich unabhängig war, wurde er vom Fußballverein finanziell unterstützt. 50 % des bis zu zwölf Millionen Franc großen Etats wurde von der Stadt Vitrolles und dem Conseil général des Bouches-du-Rhône aufgebracht. Als der Verein ein Defizit von drei Millionen Franc nicht mehr ausgleichen konnte, wurde er im Sommer 1996 in die dritte Liga herabgestuft. Es bedeutete das Aus für den bis dahin höchst erfolgreichen Klub.
In der höchsten französischen Spielklasse im Männerhandball, der Nationale 1A bzw. ab 1995 Division 1, wurde OM 1994 und 1996 Meister sowie 1992, 1993 und 1995 Vize-Meister. In der Coupe de France erreichte er 1992 das Finale, unterlag aber Vénissieux HB 20:24. Im folgenden Jahr gewann er den Titel durch einen 32:22-Erfolg über US Créteil HB. Auch 1995 gewann er das Finale 26:21 gegen Sélestat AHB. 1996 unterlag man US Ivry HB im Endspiel 22:30.
International gewann Vitrolles bei seiner ersten Teilnahme gleich den Europapokal der Pokalsieger 1992/93. Im Finale besiegte man KC Veszprém. Ein Jahr später stand man wieder im Endspiel, unterlag aber dem FC Barcelona. In der EHF Champions League 1994/95 erreichte man die Gruppenphase der letzten acht Mannschaften. 1995/96 kam man im Pokalsieger-Wettbewerb noch einmal ins Viertelfinale.

## Bekannte ehemalige Spieler
- Éric Amalou
- Mirko Bašić
- Yohann Delattre
- Zoran Đorđić
- Philippe Gardent
- Mile Isaković
- Bruno Martini
- Laurent Munier
- Thierry Perreux
- Éric Quintin
- Jackson Richardson
- Frédéric Volle
- Slobodan Kuzmanovski